# Przysieka Polska
Przysieka Polska (prononciation : [pʂɨˈɕeka ˈpɔlska]) est un village polonais de la gmina de Śmigiel dans le powiat de Kościan de la voïvodie de Grande-Pologne dans le centre-ouest de la Pologne.
Il se situe à environ 7 kilomètres au nord-est de Śmigiel (siège de la gmina), à 7 kilomètres au sud-ouest de Kościan (siège du powiat) et à 47 kilomètres au sud-ouest de Poznań (capitale régionale).

## Histoire
De 1975 à 1998, le village faisait partie du territoire de la voïvodie de Leszno.

Depuis 1999, Przysieka Polska est situé dans la voïvodie de Grande-Pologne.